# Zuchthaus Zwickau
Das Zuchthaus Zwickau war eine im 18. Jahrhundert gegründete Strafanstalt.

## Geschichte

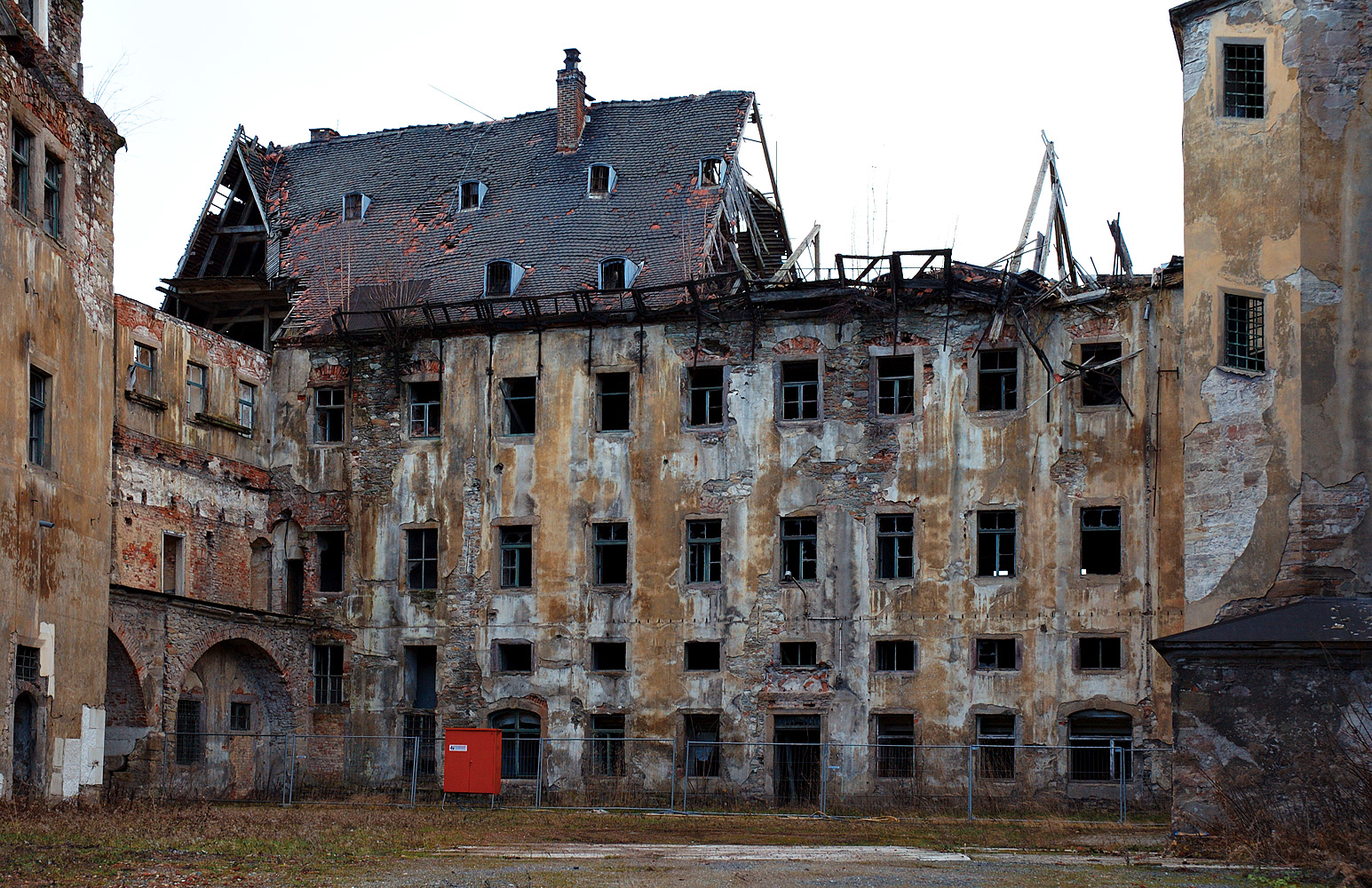
Ruinen von Schloss Osterstein

Das Zucht- und Arbeitshaus Zwickau wurde durch den Oberkonsistorialpräsidenten Freiherr Peter von Hohenthal eingerichtet und mit 14 Häftlingen am 15. September 1775 im Schloss Osterstein eröffnet (einschließlich des Kornhauses), nachdem die 7346 Taler für die Umgestaltung des Schlosses mithilfe von Lotterien beschafft wurden. Erster „Hausverwalter“ (ab 1833 Direktor) war Johann Gottlob Kölz, der zuvor das Zuchthaus Luckau geleitet hatte. Zunächst unterstand das Zuchthaus der „Churfürstl. Commission zur Besorgung der allgemeinen Armen- und Waisen-, auch Zucht- und Arbeitshäuser zu Waldheim, Torgau, Zwickau“. 1787 wurde das Gelände durch einen Garten an der Biergasse und später durch einen Stadtgrabenabschnitt erweitert. Zwischen 1804 und 1812 entstand der westliche Verbindungsflügel, in dem etwa 100 Gefangene untergebracht waren. 1817 erweiterte man die Gärtnerei durch den Bleyschen Garten. 1820 wurde eine eigene katholische Kapelle eingeweiht und 1887 durch die heute noch dort stehende katholische Kirche ersetzt. Außerhalb der Anstalt wohnten der Hausprediger, der Anstaltsarzt und der Werkführer in 1822 und 1824 errichteten Gebäuden. Im Februar 1829 wurde die Zwickauer Anstalt als Zuchthaus aufgelöst und ein Großteil der Insassen ins Zuchthaus Waldheim verlegt. Stattdessen wurde im Schloss eine Landes-Arbeitsanstalt für 400 Korrektionäre untergebracht. 1830 wurden die verzierten Schlossgiebel wegen Baufälligkeit durch schmucklose ersetzt. 1832 wurde der Ostflügel des Schlosses mit Mangelkammer, Kohlelager und dem späteren Waschhaus errichtet.
1836 wurde erneut ein Zuchthaus eröffnet, und man brachte die 200 Korrektionäre im Zeughaus (heute Kornhaus) unter. 1863 wurde der Ostflügel des in Kreuzform geplanten dreietagigen Zellenhauses errichtet. Ein Jahr später folgten der Süd- und der Nordflügel. Das Glasdach und die Fenster in den Stirnseiten ermöglichten den Lichteinfall in die Korridore. In 208 Einzel- und fünf Doppelzellen konnten zwischen 222 und höchstens 364 Strafgefangene untergebracht werden. Politische Gefangene genossen bis 1933 zahlreiche Vergünstigungen. Ihnen wurde die Nutzung eigener Kleidung und längere Lichtbenutzung sowie Selbstbeschäftigung, Selbstbeköstigung, mehr Spaziergänge und Zeitungslektüre erlaubt.
In der Zeit des Nationalsozialismus richtete die SA im Schloss Osterstein ein wildes KZ ein, in dem Gegner des Regimes misshandelt und umgebracht wurden. Erster Kommandant war im März 1933 der SS-Standartenführer Walter Loos.
Nach 1945 wurde die Haftanstalt Zwickau bis zum 31. Dezember 1962 wieder als Strafanstalt genutzt.

## Bekannte Häftlinge
- Hermann Axen, 1935–1938
- Otto Karl Bachmann, 1933–1934
- Walter Ballhause, 1944–1945
- Rudolf Bartonek
- August Bebel,  1. Juli 1874 bis 1. April 1875 und 18. November 1886 bis 17. August 1887
- Willy Börner, siehe auch Helene Heymann (Widerstandskämpferin)
- Franz Ehrlich, 1934–1936
- Otto Galle, 1934–1936
- Georg Gradnauer: 14. Mai 1895 bis 15. Oktober 1895 wegen Beleidigung
- Erwin Hartsch
- Richard Hentsch, 2. Mai 1933 bis 10. Mai 1933[2]
- Martin Hoop, 2. Mai 1933 bis 11. Mai 1933 (hier ermordet)
- Helmut Holtzhauer, 1942–1943
- Rosa Luxemburg, 26. August bis 25. Oktober 1904 wegen Majestätsbeleidigung
- Karl May, am 14. Juni 1865 von Leipzig als „Gefangener Nr. 171“ in das „Arbeitshaus Zwickau“ überführt, entlassen am 2. November 1868
- Johann Most, 1873
- Rudi Opitz, 1937
- Kurt Meier, ab 1937
- Kurt Riedel
- Herbert Scheibe
- Ekkehard Schumann
- Alexander Schwab, 1943 im Zuchthaus Zwickau verstorben
- Kurt Schwaen, Mai 1937 bis 4. Juli 1938
- Arno Straube, 1933–1934
- Georg von Vollmar, 17. Juli 1878 bis 25. April 1879 wegen Majestätsbeleidigung